# Iberofonía
Iberofonía, comunidad iberohablante, mundo hispano-luso  o espacio iberófono son neologismos utilizados para designar el conjunto de territorios del mundo donde se hablan lenguas iberorromances, principalmente español y portugués. En este sentido, incluye tanto a la Hispanofonía como a la Lusofonía. Engloba por tanto los territorios definidos por el término Iberoamérica, a los que se añaden los de los países de habla castellana y portuguesa en Europa, África y Asia, comprendiendo por ello a la totalidad de la Comunidad de Países de Lengua Portuguesa o las instituciones internacionales de la Asociación de Academias de la Lengua Española y la Asociación de Estados Iberoamericanos para el Desarrollo de las Bibliotecas Nacionales de Iberoamérica. Se ha utilizado también el adjetivo «iberoparlante» o «iberófonas» para designar a las naciones y Estados de la Iberofonía, así como los términos «comunidad Panibérica», «espacio multinacional de países de lenguas ibéricas» o «espacio afro-ibero-latinoamericano».
En su definición más estricta, la Iberofonía comprende las naciones y territorios de Argentina, Bolivia, Chile, Colombia, Costa Rica, Cuba, República Dominicana, Ecuador, El Salvador, España, Guatemala, Guinea Ecuatorial, Honduras, México, Nicaragua, Panamá, Paraguay, Perú, Puerto Rico, la República Árabe Saharaui Democrática (reconocida solo por una parte de la comunidad internacional), Uruguay y Venezuela en tanto que países o territorios de lengua oficial castellana; Angola, Brasil, Cabo Verde, Guinea-Bissau, Macao, Mozambique, Portugal, Timor Oriental y Santo Tomé y Príncipe en tanto que países o territorios de lengua oficial portuguesa; y Andorra, en tanto que país de lengua oficial catalana y con fuerte presencia de la lengua castellana, así como la ciudad de Alguer en Italia, donde el catalán es cooficial. A esta lista pueden sumarse Filipinas como nación históricamente vinculada al espacio de habla castellana, al tener dicha lengua como cooficial hasta 1987, así como otros países y territorios con presencia de hablantes de lenguas ibéricas, como Belice, Estados Unidos y Gibraltar.
En este sentido, el rey Felipe VI de España se ha referido al conjunto de países de habla iberorromance como "Un espacio cultural y lingüístico formidable de alcance y proyección universal, que no debemos perder en este mundo cada vez más globalizado."
El actual Secretario General de la Organización de Estados Iberoamericanos para la Educación, la Ciencia y la Cultura, Paulo Speller, recomienda el uso del término iberofonía para designar una nueva realidad de acercamiento de la Comunidad Iberoamericana de Naciones a la Comunidad de Países de Lengua Portuguesa. Dicho programa de acercamiento también es denominado con el vocablo Iberofonía.
Dentro de la Iberofonía, han surgido también conceptos como la «política lingüística panhispánica», de la que es partícipe la Asociación de Academias de la Lengua Española (ASALE).
El espacio iberófono a principios del siglo XXI comprende 700 millones de habitantes, más de 20 millones de kilómetros cuadrados y en torno al 10% del PIB global. La voluntad de articulación geopolítica de este espacio se ha denominado «paniberismo», en contraposición con el «iberismo clásico» que únicamente incluye a los territorios europeos de la Iberofonía.

## Articulación institucional
El geopolitólogo Frigdiano Álvaro Durántez Prados propone en su tesis, dos modelos para articular institucionalmente a la iberofonía o espacio multinacional de países de lenguas ibéricas:
-El primero es la membresía plena de los países lusófonos de África y Asia en la Comunidad Iberoamericana de Naciones.
-El segundo es una participación limitada, como países observadores.

## Superficie, población y peso económico de los espacios hispanófono y lusófono, por país
En este apartado se sigue el criterio de Carrère y Masood, de la Universidad de Ginebra, los cuales, en su estudio "El peso económico de los principales espacios lingüísticos del mundo" describen y comparan el PIB de diferentes agrupaciones de países en los denominados "espacios lingüísticos" [sic]. Los espacios hispanófonos y lusófonos aparecen descritos e identificados en los apartados 1.4 y 1.5 de dicho estudio. En el apartado 2.2, se establece una comparativa de los diferentes espacios lingüísticos, incluyendo a los componentes (países y entidades territoriales) de los espacios hispanófono y lusófono, según su peso económico, identificado con el PIB. Se recoge en estas tablas el enfoque dado por este estudio, listando el PIB de los países de los espacios hispanófono y lusófono.
Países con lengua oficial de origen ibérico:
| Clasificación | País                  | Superficie en km² | Población (2018) | PIB nominal (2015) en millones de dólares |
| ------------- | --------------------- | ----------------- | ---------------- | ----------------------------------------- |
| 1             | Brasil                | 8 514 877         | 211 387 074      | 1 773 000                                 |
| 2             | Argentina             | 2 780 400         | 44 826 264       | 585 600                                   |
| 3             | México                | 1 964 375         | 131 283 474      | 1 144 000                                 |
| 4             | Perú                  | 1 285 216         | 32 679 135       | 192 100                                   |
| 5             | Angola                | 1 246 700         | 31 100 725       | 103 000                                   |
| 6             | Colombia              | 1 138 914         | 49 595 483       | 293 200                                   |
| 7             | Bolivia               | 1 098 581         | 11 269 554       | 33 210                                    |
| 8             | Venezuela             | 916 445           | 32 513 821       | 239 600                                   |
| 9             | Mozambique            | 799 380           | 30 811 153       | 14 970                                    |
| 10            | Chile                 | 756 102           | 18 243 889       | 240 200                                   |
| 11            | España                | 505 370           | 47 450 795       | 1 200 000                                 |
| 12            | Paraguay              | 406 752           | 6 924 988        | 28 080                                    |
| 13            | Ecuador               | 283 561           | 16 941 665       | 98 830                                    |
| 14            | Uruguay               | 176 215           | 3 473 751        | 53 790                                    |
| 15            | Nicaragua             | 130 370           | 6 306 837        | 12 220                                    |
| 16            | Honduras              | 112 090           | 9 466 967        | 20 300                                    |
| 17            | Cuba                  | 110 860           | 11 491 362       | 77 150                                    |
| 18            | Guatemala             | 108 889           | 17 354 306       | 63 910                                    |
| 19            | Portugal              | 92 090            | 10 278 116       | 199 100                                   |
| 20            | Panamá                | 75 420            | 4 183 618        | 52 130                                    |
| 21            | Costa Rica            | 51 100            | 4 968 679        | 52 900                                    |
| 22            | República Dominicana  | 48 670            | 10 921 036       | 67 490                                    |
| 23            | Guinea-Bisáu          | 36 125            | 1 922 388        | 1057                                      |
| 24            | Guinea Ecuatorial     | 28 051            | 1 329 134        | 6696                                      |
| 25            | El Salvador           | 21 041            | 6 422 478        | 25 770                                    |
| 26            | Timor Oriental        | 14 874            | 1 333 454        | 2620                                      |
| 27            | Puerto Rico           | 13 790            | 3 657 567        | 101 034                                   |
| 28            | Cabo Verde            | 4 033             | 555 615          | 1595                                      |
| 29            | Santo Tomé y Príncipe | 964               | 190 428          | 318                                       |
| 30            | Andorra               | 468               | 76 953           | 4800                                      |
| Total         | Iberofonía            | 22 721 723        | 755 668 688      | 8 961 762                                 |

Países con minorías iberófonas:
| Clasificación | País           | Superficie en km² | Población (2014) | PIB nominal (2015) en millones de dólares |
| ------------- | -------------- | ----------------- | ---------------- | ----------------------------------------- |
| 1             | Estados Unidos | 9 826 675         | 321 773 631      | 17 348 072                                |
| 2             | Filipinas      | 300 000           | 100 981 437      | 793 193                                   |
| 3             | Belice         | 22 966            | 368 192          | 2 800                                     |
| 4             | Luxemburgo     | 2 586             | 562 958          | 31 376                                    |

## Áreas de influencia iberofona en el mundo
| Continente/Región | País/Territorio                                                                      | Idiomas (como lengua materna) | Grupos étnicos | Religión | Imagen | Referencias          |
| --- | ------------------------------------------------------------------------------------ | --- | --- | --- | ------ | -------------------- |
| Europa | España (España peninsular y Baleares)                                                | Oficial: Español 99% Cooficiales en sus comunidades: Catalán 32%, Gallego y Vasco. Otros: Aranés, Valenciano, Aragonés, Asturleonés, portugués oliventino, Extremeño y Fala de xálima. Hablas de transición: eonoviego y cántabro. | Antiguas civilizaciones: Iberos, celtas, fenicios, griegos, judíos sefardíes, romanos, suevos, godos, francos, vándalos, bizantinos, árabes, bereberes, guanches. Contemporáneos: Españoles · portugueses · franceses · hispanoamericanos · magrebíes · hebreos · gitanos · otras etnias europeas occidentales. | Católica (67.4%, - 22% devotos o practicantes), protestante (2%), ortodoxa (0.4%), otras iglesias (0.5%), islámica (3.6%), judía y otros (0.4%), ninguna (30%); Deístas 12%, ateos 9%, agnósticos 7.5%, panteístas 3% (casi todos de la Nueva Era), gnósticos seculares 1% (tanto de la Nueva Era o el Humanismo), otros no teístas 1% (en su mayoría humanistas y apateístas). |        | [ 25 ] [ 26 ] [ 27 ] |
| Europa | Portugal (Portugal continental y Azores)                                             | Oficial: Portugués 95% Cooficial en su comunidad: Mirandés. Otros: Gallego. | Antiguas civilizaciones: (Iberos, celtas, griegos, romanos, godos o germanos, árabes, judíos o sefardíes, fenicios, bereberes y otros pueblos africanos, guanches, vikingos, gitanos y entre otros). | Católica (83%), protestante y otros cristinaos (5%), otros (5.9%). Ninguna (6%). |        |                      |
| Europa | Andorra                                                                              | Catalán 38.1% (Oficial), castellano 39.7%, francés y portugués 15%. | Andorranos, españoles, franceses y portugueses. | Católica (88%), Otros cristianos (2%), otros (1.1%), no creyentes (8.9%). |        | [ 28 ]               |
| Europa | Suiza                                                                                | Alemán (Oficial) 63.3%, francés (Oficial) 22.7%, italiano (Oficial) 8.1%, romanche (Oficial) 0.5%, español 2.3% y portugués 4.9%. | Alemanes, franceses, italianos, españoles y portugueses. | Católica 37%, protestante 31%, Otras Iglesias 3%. Otras religiones (en especial del Islam) 6%, Ninguna 23%. |        | [ 29 ]               |
| Europa | Gibraltar Territorio de ultramar del Reino Unido                                     | Inglés (Oficial) 24.5%, español 75%, llanito, italiano, portugués 1.3%, maltés y árabe. | Británicos, españoles, italianos, malteses, portugueses, árabes y judíos. | Católica (70.4%), anglicana (16%), protestante y otros cristianos (3.1%), islámica (1.5%), judía y otras (0.7%), ninguna (8.3%). |        | [ 30 ]               |
| Europa | Alguer · Ciudad de Italia                                                            | Italiano 80,7% (Oficial). Sardo 12.3% y catalán 20% (Cooficiales), alguerés 22,4%. | Italianos de origen sardo. | Católica. |        |                      |
| Europa | Pirineos Orientales Departamento de Francia                                          | Francés (Oficial). Catalán y español (Minoritario). | Franceses. | Católica. |        |                      |
| América del Norte | México                                                                               | Español 92.7% (98.5% en total), náhuatl, maya, otomí, mixteca, purépecha, zapoteco y otras 61 lenguas amerindias. | Meztisos (europeo-amerindio) 65%, blancos 20% (principalmente descendientes de españoles, italianos, franceses y portugueses), indígenas 14% y afromexicanos 2.04%. | Católica (80.4%), Otros Cristianos (11%), Otras confesiones (0.4%), Ninguna (8.2%). |        | [ 32 ]               |
| América del Norte | Estados Unidos                                                                       | Inglés 78.5 %, español 13.3 %, portugués 0.44 % y otras lenguas europeas 3.6 %. Lenguas de Asia y Oceanía 3.4 %, otros 0.9 % (2011) (El hawaiano es lengua oficial en Hawái). | Blancos europeos (de origen británico, irlandés, alemán, neerlandés, escandinavo, francés, italiano y español) 58.3%, latinoamericanos 19.2%, afroamericanos 14%, asiáticos 7.2%, amerindios 1.3% (nativos de Hawái y entre otros grupos étnicos del Pacífico) (est. 2019). | Protestante (45.5%), Otros Cristianos (3.1%), católica (20%), judía (1.5%), Otras (4.8%), Ninguna (24.1%). |        | [ 34 ] [ 35 ]        |
| América del Norte | Canadá                                                                               | Inglés 56.0% y francés 20.6% (Oficiales). Otras lenguas no oficiales 21.1%: Español 1.6%, portugués 1-2%, chino, vietnamita, italiano, alemán, punjabi, cree, inuktitut, ojibwa e inuktitut. | Blancos 82.6% (principalmente de ascendencia británica, francesa, irlandesa, alemana, escandinava, italiana, portuguesa y española), asiáticos 7.6%, amerindios 3.3, afro-canadienses 3.1%, mestizos 1%, latinoamericanos 2.4% | Católica (35.6%), protestante (21.9%), Otros Cristianos (8%), Otras religiones (5.8%), Ninguna (28.7%). |        | [ 36 ]               |
| América Central | Belice                                                                               | Inglés 5.6% (Oficial), español 50%, criollo inglés 37%, maya 7.8%, alemán 3.2%, garifuna 2 %, otros 1.5 %. | Mestizos 44 %, afroamericanos 31 %, amerindios 10.6 %, garifunas 6.1 %, Blancos y Menonitas (de origen alemán y neerlandés) 4.7 % (2000). | Católica (42 %), protestante (39.3 %), Otros Cristianos (2.6 %), Otras (2.1 %), Ninguna (14 %). |        | [ 37 ]               |
| América Central | Costa Rica                                                                           | Español 97,25 % (Oficial). Inglés, maleku, cabécar, bribri, guaimí y criollo limonense. | Blancos 67% (principalmente de ascendencia española e italiana), mestizos 21.6%, afroamericanos 3%, amerindios 2.4%, asiáticos 1% e inmigrantes 5%. | Católica (63%), Otros Cristianos (23.7%), Otras confesiones (1.3%), Ninguna (11%). |        | [ 38 ]               |
| América Central | El Salvador                                                                          | Español 100% (Oficial). Náhuatl (Minoritario). | Mestizos 87%, blancos 9% y amerindios 4%. | Católica (46.7%), Otros Cristianos (40%), Otras confesiones (0.3%), Ninguna (12.9%). |        | [ 39 ]               |
| América Central | Guatemala                                                                            | Español 70% (Oficial). Lenguas amerindias 30% (23 idiomas indígenas): principalmente K'iche, kakchiquel, q'eqchi, mam, garifuna y xinca (Cooficiales). | Amerindios 52% repartidos en 24 grupos mayas (mayormente k'iche, kaqchikel, mam y q'eqchi), blancos, Mestizos (conocidos como Ladinos) 42% y blancos 6%. | Católica (52%), Otros Cristianos (37%), Otras confesiones (1%), Ninguna (10%). |        | [ 40 ]               |
| América Central | Honduras                                                                             | Español 97,16% ((Oficial). Lenguas amerindias. | Mestizos 85%, amerindios 8%, blancos 5% y afroamericanos 2%. | Católica (49.7%), Otros Cristianos (38.8%), Otras confesiones (0.5%), Ninguna (10%). |        | [ 41 ]               |
| América Central | Nicaragua                                                                            | Español 97.5% (Oficial). Miskito 1.7%, otros 0.8% (censo 1995) (Inglés y otras lenguas de la costa). | Mestizos 69%, blancos 17%, afrodescendiente 9% y amerindios 5%. | Católica(48%), Otros Cristianos (39%), Otras confesiones (0.2%), Ninguna (12.8%). |        | [ 42 ]               |
| América Central | Panamá                                                                               | Español 93.1% (Oficial). Inglés 14% (afroantillano y bilingüe) y lenguas indígenas. | Mestizos 64%, afroamericanos 15%, blancos 11%, amerindios 6% y asiáticos 4%. | Católica (65%), protestante y Otros cristianos (26%), Otras confesiones (2%), Ninguna (7%). |        | [ 43 ]               |
| América del Sur | Argentina                                                                            | Español 99,4 % en total (Oficial). Quechua y aimara (Cooficiales en la provincia de Jujuy), guaraní (Cooficial en la provincia de Corrientes), mapuche (en la Patagonia), entre otras lenguas indígenas. | Blancos 65% (principalmente de ascendencia española, italiana, francesa, alemana, británica, irlandesa, portuguesa y otros europeos), mestizos 29%, amerindios (de origen quechua, guaraní, aimara y mapuche principalmente) y otros grupos 6%. | Católica (68.9%), protestante y Otros cristianos (12.5%), judía y Otros (1.6%), Ninguna (17%) . |        | [ 44 ]               |
| América del Sur | Bolivia                                                                              | Español 60.7%, quechua 21.2%, aimara 14.6%, guaraní 5% y otras 33 lenguas indígenas 2.4% (Todas oficiales). | Amerindios 48%, mestizos 41% (alrededor de un 10% son euromestizos), blancos puros 5% (principalmente descendientes de españoles, portugueses, italianos, franceses y alemanes), afrobolivianos 0,2%. | Católica (69.8%), protestante y Otros cristianos (20.4%), creencias indígenas y Otros (3.4%), Ninguna (6.4%). |        | [ 45 ]               |
| América del Sur | Brasil                                                                               | Portugués 98% (Oficial). Español 4%, italiano, alemán, guaraní y otras lenguas amerindias de la Amazonia. | Blancos 39,1% (Principalmente de ascendencia portuguesa, italiana, española y alemana), Pardos 27,6%, Negros 31,9%, Asiáticos 1,1% (Principalmente chinos, japoneses y coreanos) y Amerindios 0,3%. | Católica (54.2%), protestante y otros cristianos (25.3%), mormón/testigo de J./adventista (1.4%), otros (3.1%) y creencias indígenas (2.0%), Ninguna (13.0 %).. |        |                      |
| América del Sur | Chile (Chile continental)                                                            | Español 99,3% en total (Oficial de facto). Mapuche, chesungun, rapanui, quechua, aimara y otras lenguas amerindias. | Blancos 51 % (principalmente de ascendencia española, croata, alemana, francesa, portuguesa, británica e italiana), mestizos 42 %, amerindios 7 % (mapuche 3,3 %, aimara 1,7 %, otros grupos indígenas 1 % (incluidos rapa nui, quechua, kawesqar y yagán). | Católica (57%), protestante y Otros Cristianos (16%), Otros (0.8%), Ninguna (26.2%). |        | [ 48 ]               |
| América del Sur | Colombia                                                                             | Español 97,2 % en total (Oficial). Inglés 0,9 %. Wayúu, paez, misak, emberá y demás lenguas amerindias (Todas oficiales). | Mestizos 48,5 %, blancos 37,5 % (principalmente descendientes de españoles, italianos, franceses, alemanes y eslavos), afrodescendiente 10.6% incluye mulatos (africano y europeo) y zambo (africano e indígena), amerindios 3.4%, 0.01% gitanos. Se estima que en Colombia hay una población de 2.500.000 ciudadanos de origen árabe, entre otros grupos étnicos. | Católica (83.8%), Otros Cristianos (10%), Otras confesiones (0.2%), Ninguna (6%). |        | .                    |
| América del Sur | Ecuador                                                                              | Español 98% (oficial). Kichwa, shuar, tsafiki y demás lenguas amerindias 2% (oficiales en sus territorios correspondientes). | Mestizos 64% (una mayoría castiza con 40,8%); amerindios 7.9% (Kichwa y shuar en especial); afroamericanos 10%(descendientes de esclavos de la Colonia procedentes de Angola, Sudáfrica, Namibia y el Congo); blancos 17.9% (descendientes de españoles, italianos, croatas, griegos, ingleses, estadounidenses, irlandeses y germano-chilenos principalmente); árabes 4,5% (libaneses especialmente, también israelíes y jordanos); y otros 1,5% principalmente asiáticos (chinos y japoneses), y gitanos. | Católica (77.6%), Otros Cristianos (13%), Otras confesiones (0.4%), Ninguna (9%). |        | [ 51 ]               |
| América del Sur | Paraguay                                                                             | Español 90% y guaraní 77% (Oficiales). | Mestizos 54.05%, blancos (principalmente descendientes de españoles, italianos y alemanes) 45%, y amerindios de origen guaraní 0,5%. | Católica (84.6%), Otros Cristianos (12%), Otras confesiones (0.4%), Ninguna (4%). |        | [ 52 ]               |
| América del Sur | Perú                                                                                 | Español 85.5%, quechua 12.8%, aimara 2,3% y lenguas amerindias de la Amazonía 1.4% (Todas oficiales). | Mestizos 60.5%, blancos 15% (principalmente de ascendencia española, italiana, francesa, británica y alemana), Amerindios 12% [Afroperuanos\|negros]] 10% y asiáticos 1.2%. | Católica (76.7%), protestante y otros cristianos (15%), creencias indígenas y otros (2.1%), No religiosos (6.2%). |        | [ 53 ]               |
| América del Sur | Uruguay                                                                              | Español 96,6% (Oficial). Portugués 23%, francés e italiano. | Blancos 79%, (principalmente de ascendencia española, italiana, portuguesa, francesa, alemana y británica), mestizos 16,6% y afroamericanos 4,4%. | Católica (44.7%), protestante y otras Iglesias (14.5%), Otros (7.8%), Ninguna (35%). |        | [ 54 ]               |
| América del Sur | Venezuela                                                                            | Español 96,48 %, wayúu, warao, pemón y otras lenguas indígenas (Todas oficiales). | blancos 43.6% (principalmente de ascendencia española, italiana, portuguesa y alemana),mestizos 51,6%, afrodescendiente 3,5 y amerindios 1.2%. | Católica (72.4%), Otros Cristianos (15%), Otras confesiones (1.7%), Ninguna (10.9%). |        | .                    |
| Caribe | Cuba                                                                                 | Español 100 % (Oficial). | Blancos 55.1 % (principalmente descendientes de españoles), mulatos y mestizos 34.8 % y afroamericanos puros 10.1 % (2012). | Católica 50 %, Cristianos no-católicos 9 %, santería, judía y otros (21 %), Ninguna (20 %). |        | [ 56 ]               |
| Caribe | República Dominicana                                                                 | Español 98,98% (Oficial). Francés y criollo haitiano. | Mestizos y mulatos 73%, blancos 13% y afroamericanos puros 11%. | Católica (70.6%), Otros Cristianos (15.3%), Otras confesiones (4.1%), Ninguna (10%). |        | [ 57 ]               |
| Caribe | Puerto Rico Estado Libre Asociado de los Estados Unidos                              | Español 95.1% e inglés 20% (Oficiales). | Blancos 56.2% (principalmente de ascendencia española, francesa, italiana, alemana y neerlandesa), mestizos (afromestizos) 20 %, afroamericanos puros 6.9%, asiáticos 0.3 %, amerindios 0.2 %, mixtos 4.4 % y otros 12 % (2017). | Católica (50% ), protestante y Otras Iglesias (41 %), Otros (1 %), Ninguna (8 %). |        | [ 58 ]               |
| Caribe | Haití                                                                                | Francés y criollo haitiano (Oficiales), español 10% e inglés. | Afroamericanos (negros y mulatos) 90%, mestizos y blancos europeos (principalmente de ascendencia francesa y española) 10%. | Católica (56%), Otras Iglesias (23%), vudú y otros 15%, ninguna 6%. |        |                      |
| Caribe | Trinidad y Tobago                                                                    | Inglés 94% (Oficial) y español 6%. | Afroamericanos (mulatos y negros), pardos (Cocoa panyols), mestizos, blancos europeos (principalmente de ascendencia inglesa, española y francesa) e indígenas de origen Caribes. | Protestante (42.4%), católica (21.5%), hinduismo (18%), islámica (8%), Otras 7.3%, Ninguna 2.2%. |        |                      |
| Caribe | Aruba · País Autónomo de los Países Bajos                                            | Neerlandés 5.8% y papiamento 66.3% (Oficiales), español 12.6% e inglés 7.7%. | Afroamericanos (mulatos y negros), mestizos, blancos europeos (principalmente de ascendencia neerlandesa y española) e indígenas de origen arahuacos. | Católica (82%), Protestante (8%), hinduista, islámica, judía y entre otras creencias. |        |                      |
| Caribe | Bonaire · Dependencia de los Países Bajos                                            | Neerlandés 9% y papiamento 75% (Oficiales), español 12% e inglés 3%. | Afroamericanos (mulatos y negros), mestizos, blancos europeos (principalmente de ascendencia neerlandesa y española) e indígenas de origen arahuacos. | Católica (59.7%), protestante y otros cristianos (16.2%). |        |                      |
| Caribe | Curazao · País Autónomo de los Países Bajos                                          | Neerlandés 8% y papiamento 81% (Oficiales), español 6% e inglés 3%. | Afroamericanos (mulatos y negros), mestizos, blancos europeos (principalmente de ascendencia neerlandesa y española ) e indígenas de origen arahuacos. | Católica (85%), protestante otros cristianos (12.2%) y entre otras creencias (15.2%). |        |                      |
| Caribe | Islas Vírgenes de los Estados Unidos Territorio no incorporado de los Estados Unidos | Inglés 80% (Oficial), español 15%, francés 6,6% y criollo. | Afroamericanos (mulatos y negros), mestizos, indígenas de origen arahuacos e inmigrantes estadounidenses, puertorriqueños y dominicanos. | Protestante y otros cristianos 67.3%, católica 27.1% y otras creencias 1.9%. Ninguna 3.7%. |        |                      |
| Caribe | San Andrés y Providencia · Departamento de Colombia                                  | Inglés (mayoritario), español y criollo sanandresano (Oficiales). | Afroamericanos (mulatos y negros) y criollos europeos (principalmente de ascendencia británica, neerlandesa, española y francesa) . | Católica, protestante. |        |                      |
| Caribe | San Martín · País Autónomo de los Países Bajos                                       | Neerlandés 8% e inglés 68% (Oficiales), español 13%, papiamento 2%, francés y otras lenguas 4%. | Afroamericanos (mulatos y negros), mestizos, blancos europeos (principalmente de ascendencia neerlandesa, española y francesa) e indígenas de origen arahuacos. | Protestante (45%), católica (29%), judía (3%) y entre otras creencias (6.1). Ninguna (6.7%). |        |                      |
| África | Canarias · Comunidad autónoma de España                                              | Español. | Españoles, guanches y magrebíes. | Católica 84% y otras religiones 1.7%. Ninguna 12.3%. |        |                      |
| África | Ceuta · Ciudad autónoma de España                                                    | Español (Oficial), dariya y hebreo. | Peninsulares, magrebíes, hebreos e hindúes. | Católica, islámica, judía, hinduismo. |        |                      |
| África | Madeira Región autónoma de Portugal                                                  | Portugués (Oficial). | Portugueses. | Católica. |        |                      |
| África | Melilla · Ciudad autónoma de España                                                  | Español (Oficial), tamazight y hebreo. | Peninsulares, magrebíes, hebreos. | Católica 33%, islámica 49%, judía 1%. |        |                      |
| África | Angola                                                                               | Portugués 75%, umbundu, kimbundu, kikongo, chokwe y kwanyama (Todas oficiales). Español (Hablado en la provincia de Moxico). | Negros y mulatos (mestizos - africanos y portugueses). | Católica, animismo. |        |                      |
| África | Cabo Verde                                                                           | Portugués 95% (Oficial). Criollo caboverdiano | Negros y mulatos (mestizos - africanos y portugueses). | Católica, animismo. |        |                      |
| África | Guinea-Bisáu                                                                         | Portugués 60% (Oficial). | Negros y mulatos (mestizos - africanos y portugueses). | Católica, animismo. |        |                      |
| África | Guinea Ecuatorial                                                                    | Español 67.6%, francés 32.4%, portugués 1%, fang, bubi, bioko, annobonés, annobón, balengue, ibo y ndowé (Todas oficiales). Criollo inglés y criollo portugués (1994). | Negros (Fangs 85.7 %, bubis 6.5 %, mdowes 3.6 %, annobon 1.6 %, bujebas 1.1 % y otros 1.4 %) (1994) y mulatos (mestizos - africanos y españoles). | Católica 87 %, protestante 1.7 %, islámica 4 %, animismo y otras religiones tradicionales africanas 2%. Ninguna 5%. |        | [ 59 ]               |
| África | Mozambique                                                                           | Portugués 50% (Oficial). | Negros y mulatos (mestizos - africanos y portugueses). | Católica, animismo. |        |                      |
| África | República Árabe Saharaui Democrática                                                 | Árabe (Oficial) y español (Administrativamente reconocido de facto, aunque no constitucionalmente). Francés (De facto). | Árabes, bereberes, judíos y europeos (españoles y franceses principalmente). | Islámica, católica, judía. |        |                      |
| África | Santo Tomé y Príncipe                                                                | Portugués 95% (Oficial). Criollos portugueses: forro (85%), el angolar (3%) y el principense (0,1%). | Negros y mulatos (mestizos - africanos y portugueses). | Católica, animismo. |        |                      |
| África | Cocobeach Ciudad de Gabón                                                            | Francés y español (Oficiales). Fang y bubi. | Africanos (gaboneses y ecuatoguineanos). | Católica, animismo. |        |                      |
| África | Marruecos                                                                            | Árabe y bereber (Oficiales). Francés y español (360.706 hablantes). | Árabes, bereberes, judíos (sefardíes principalmente), moriscos y europeos (españoles y franceses principalmente). | Islámica (98.91%), judía (0,2%), católica y otros cristianos (1%) y otros cultos (1,8). |        |                      |
| África | Provincia de Tinduf Vilayato de Argelia                                              | Árabe y tamazight (Oficiales). Francés (Administrativa) y español (Hablado por los refugiados saharauis, en su capital Tinduf, se estima cerca de unos 2000 refugiados saharauis que son hispanohablantes bilingües). | Árabes (argelinos, saharauis y marroquíes) y bereberes. | Islámica. |        |                      |
| Asia | Filipinas                                                                            | Filipino (Tagalo) e inglés (Oficiales). Español (Al menos 3.822 hablantes nativos, 439.000 hablantes con dominio nativo, y hasta más de 3.000.000 de hablantes totales), chabacano (689.000 hablantes), tagalo, cebuano, ilocano, hiligaynon, bicolano, samareño, chino, árabe, japonés, malayo, coreano y algunas lenguas indostánicas. | Austronesios o malayos 94%, mestizos (europeo-malayo) 3.6%, chino-filipino 2%, aetas 0.4% y blancos europeos (principalmente de ascendencia española). | Católica (69.6%), protestante (incluida la iglesia filipina independiente) (16.2%) y otros cristianos (3%), islámica (3.6%), budista (1.7%), Religiones tradicionales (0.2%), Otras religiones (1.9%), Ninguna (5%). |        |                      |
| Asia | Timor Oriental                                                                       | Tetun y portugués 36% (Oficiales). Bahasa indonesio, malayo, inglés. | Austronesio o malayos, mestizos (europeo-malayo) 3.6% y criollos europeos de origen portugués respectivamente. | Católica (96.9%), protestante y otros cristianos (2.2%), islámica (0.3%), budista y otros (0.4%). Ninguna (0.1%). |        |                      |
| Asia | Israel                                                                               | Hebreo y árabe (Oficiales). Inglés, ruso, francés, alemán, español (175.231 hablantes), amhárico, yidis, judeoespañol o ladino (1.400.000 hablantes) y entre otros. | Hebreos, árabes, arameos, caldeos, asquenazíes, sefardíes (670,000) y entre otros. | Judía (74.2%), islámica (17.8%), cristianos (2%): (católica 20%, protestante y Otros cristianos 25%, ortodoxa 32%), drusismo (1,6%), Ninguna (4%). |        |                      |
| Asia | Turquía                                                                              | Turco (Oficial). Árabe, bosnio, zazaki, kurdo, circasiano, griego, armenio, español (13.480 hablantes) y judeoespañol o ladino (26.000 hablantes). | Turcos, kurdos, zazas, adigués, kabardinos, cherkeses, griegos, armenios, laz, suryaníes, georgianos y sefardíes (25.000 a 50.000). | Islámica (98.58%), judía (0.2%), cristianos (0.42%): (católica, ortodoxa), Otras religiones (0.48%), Ninguna 0.50%. |        |                      |
| Asia | Batticaloa Territorio de la Sri Lanka                                                | Cingalés y tamil (Oficiales). Portugués. | Indios, Cingalés, tamiles, árabes. | Budista, hinduismo, cristianas, islámica. |        |                      |
| Asia | Dadra y Nagar Haveli y Damán y Diu Territorio de la India                            | Guyaratí y maratí (oficiales). Portugués. | Indios, guyaratíes y maratíes. | Hinduismo, islámica, sij, budista, cristianas, judía. |        |                      |
| Asia | Goa Estado de la India                                                               | Konkani y portugués (Oficiales). | Indios y konkanies. | Hinduismo, islámica, sij, budista, cristianas, judía. |        |                      |
| Asia | Macao Región administrativa especial de la China                                     | Chino y portugués 20% (Oficiales). inglés, japonés y tagalo. | Chinos: Han, cantoneses y hakka, japoneses y filipinos. | Budista (80%), cofucionista y otras religiones orientales (13.7%), católica y otros cristianos (6.7%). Ninguna (3%). |        |                      |
| Asia | Malaca Estado y territorio de Malasia                                                | Malayo e inglés (Oficiales). Portugués (Minoritario), bahasa y chino. | Malayos, chinos, indianos, cristang (criollos portugueses) y entre otros. | Islámica. |        |                      |
| Asia | Sabah Estado y territorio de Malasia                                                 | Malayo (Oficial), inglés (Oficial) y chabacano (Oficial) (Lengua criolla derivada del español y reconocida oficialmente en dicho Estado y territorio malayo los 12 000 hablantes). Bahasa y chino. | Malayos, filipinos, chinos, austronesios y entre otros. | Islámica. |        |                      |
| Oceanía | Isla de Pascua · Territorio de Chile                                                 | Español (Oficial). Rapanui. | Rapanui, mestizos y criollos. | Católica, creencias indígenas. |        | [ 65 ]               |
| Oceanía | Guam Territorio no incorporado de los Estados Unidos                                 | Inglés y chamorro (Oficiales), español (1.200 hablantes), japonés, tagalo y otras lenguas autóctonas. | Asiáticos, chamorros, blancos europeos (principalmente de ascendencia española) y entre otros. | Católica 75%, protestante 17.7%, otros cristianos 1.4%, budismo 1.1% y otras religiones 1.6%. |        |                      |
| Oceanía | Islas Marianas del Norte Estado Libre Asociado de los Estados Unidos                 | Inglés, chamorro y carolinio (Oficiales), español (Minoritario), tagalo, chino, japonés y entre otros. | Asiáticos, chamorros, criollos europeos (principalmente de ascendencia española) y otros. | Católica, protestante, sintoísmo. |        |                      |
| Oceanía | Micronesia                                                                           | Inglés (nacional); Ulithiano, Woleaiano, Yapés, Pohnpeiano, Kosraeano, y Chuukés (locales). El chamorro, conocido también como el español-austronesio, está oficialmente reconocido. | Micronesios, austronesios, chamorros, mestizos (indígena y española). | Protestante, católica. |        |                      |
| Oceanía | Palaos                                                                               | Inglés, palauano, japonés, angaur, tobiano y sonsorol (Oficiales). También se habla español y alemán (antiguas lenguas coloniales). | Melanesios, micronesios, polinesios y asiáticos. | Protestante, católica. |        |                      |
| The CIA World Factbook is in the public domain. Accordingly, it may be copied freely without permission of the Central Intelligence Agency (CIA). |                                                                                      | | | |        |                      |
| The CIA World Factbook is in the public domain. Accordingly, it may be copied freely without permission of the Central Intelligence Agency (CIA). |                                                                                      | | | |        |                      |